# Nisa (Turkmenistan)
Nisa of Parthaunisa was een oude hoofdstad van het rijk van de Parthen. Nisa bevindt zich zo'n 18 km ten zuidwesten van Asjchabad, de hoofdstad van het moderne Turkmenistan.
Nisa werd gesticht door Arsaces I (r. 250 v.Chr.-211 v.Chr.. Er bevindt zich nog steeds een fort in Nisa, wat mogelijk als mausoleum diende voor de Parthische koningen.
Nisa werd totaal verwoest door een aardbeving die zich rond het jaar nul voordeed.
Het fort in Nisa werd in 2007 door UNESCO benoemd tot werelderfgoed.